# 下虎牙岛
下虎牙岛（日语：北東小島）是钓鱼岛及其附属岛屿中的一个小岛，位于黄尾屿北，坐标为25°55.7′N 123°41.0′E。2012年3月3日，中华人民共和国国家海洋局、民政部公布其标准名称
。
下虎牙岛是紧邻黄尾屿的卫星岛屿之一，其面积很小，也可以被视为巨大的礁石。中华人民共和国公布的钓鱼岛海区的领海基线，最北方基点就在下虎牙岛。
下虎牙岛在日本名为北东小岛，是日本政府命名的4个卫星岛之一。

## 外部連結
- 中華民國內政部釣魚臺列嶼簡介（繁體中文）
- ウオッちず 地図閲覧サービス（試験公開）（页面存档备份，存于）（日本国土地理院の地形図）（日語）